# Wolf Boneder

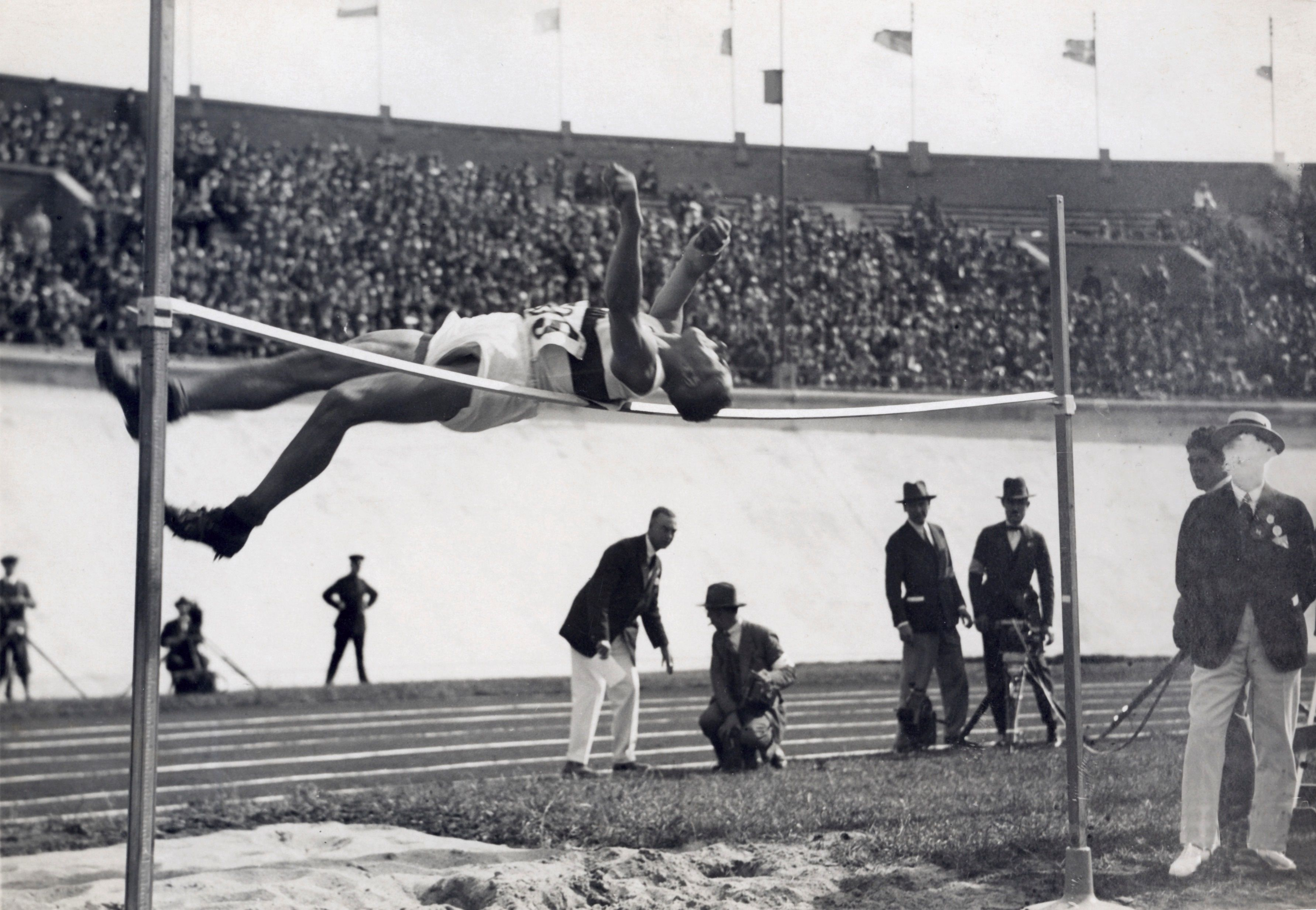
Wolf Boneder (1928)

Wolf Boneder (eigentlich Wolfgang Boneder; * 20. Oktober 1894 in Regensburg; † 13. September 1977 in Bad Kissingen) war ein deutscher Hochspringer.

## Werdegang
Boneders Pech war, dass zu den Olympischen Spielen 1924 in Paris und 1920 in Antwerpen aufgrund der Rolle des Deutschen Reiches im Ersten Weltkrieg keine deutschen Athleten eingeladen wurden, nachdem die Spiele 1916 hatten ausfallen müssen. Allerdings taucht sein Name unter den Erstplatzierten der Deutschen Meisterschaften jener Jahre an keiner Stelle auf mit Ausnahme des Jahres 1928, als er im Alter von 33 Jahren den Meistertitel gewann und dafür mit der Teilnahme an den Olympischen Spielen in Amsterdam belohnt wurde. Begleitet wurde er von Fritz Huhn und Fritz Köpke.
Alle drei Athleten übersprangen zunächst 1,83 m und qualifizierten sich damit für das Finale. Während Fritz Köpke sich dort auf 1,84 m steigerte und den elften Platz belegte, gelangen Wolf Boneder nur 1,80 m, die ihn auf Platz 16 brachten (Fritz Huhn beendete den Wettkampf mit übersprungenen 1,70 m auf Platz 17; es siegte der US-Amerikaner Bob King mit 1,94 m).
Seine persönliche Bestleistung von 1,92 m stellte er am 6. August 1932 in Regensburg auf.
Wolf Boneder startete für den SSV Jahn Regensburg. Auch in späteren Jahren blieb er dem Sport verbunden. Als Senior in der Altersklasse der 60–64-Jährigen gelang ihm ein Sprung über 1,60 m.